# Kai Lind (skådespelare)
Kai Harald August Lind, född 9 november 1887 i Skurup, Skåne, död 28 september 1962 i Danmark, var en dansk-svensk skådespelare och teaterregissör.
Lind blev studerade drama i England och senare vid Det Kongelige Teaters elevskole, där han scendebuterade 1908. Efter att han under några år arbetat som guldsmed återvände han till scenen i Odense 1943 där han var engagerad fram till sin död. 

## Filmografi (urval)
- 1912 – Broder och syster
- 1917 – Ångest som dödar